# Andatza
Andatza im spanischen Baskenland (spanisch El pais Vasco); (baskisch Euskal Herria) im Norden Spaniens ist ein 562 m hoher Berg und der Standort zweier Dolmen (baskisch Trikuharria) und einer Steinkiste. Die in weitgehend abgetragenen Cairns von 12,0 bis 15,0 m Durchmesser liegenden Monumente sind mehr oder minder beschädigt bzw. vieler Steine beraubt. Bei den Dolmen handelt es sich um polygonale Formen, wie sie für die Region und Katalonien typisch sind. Bei Dolmen I ist der Randsteinkreis noch gut erkennbar. In der Nähe liegt der ebenfalls beschädigte Dolmen von Belkoain.

Dolmen I von Andatza
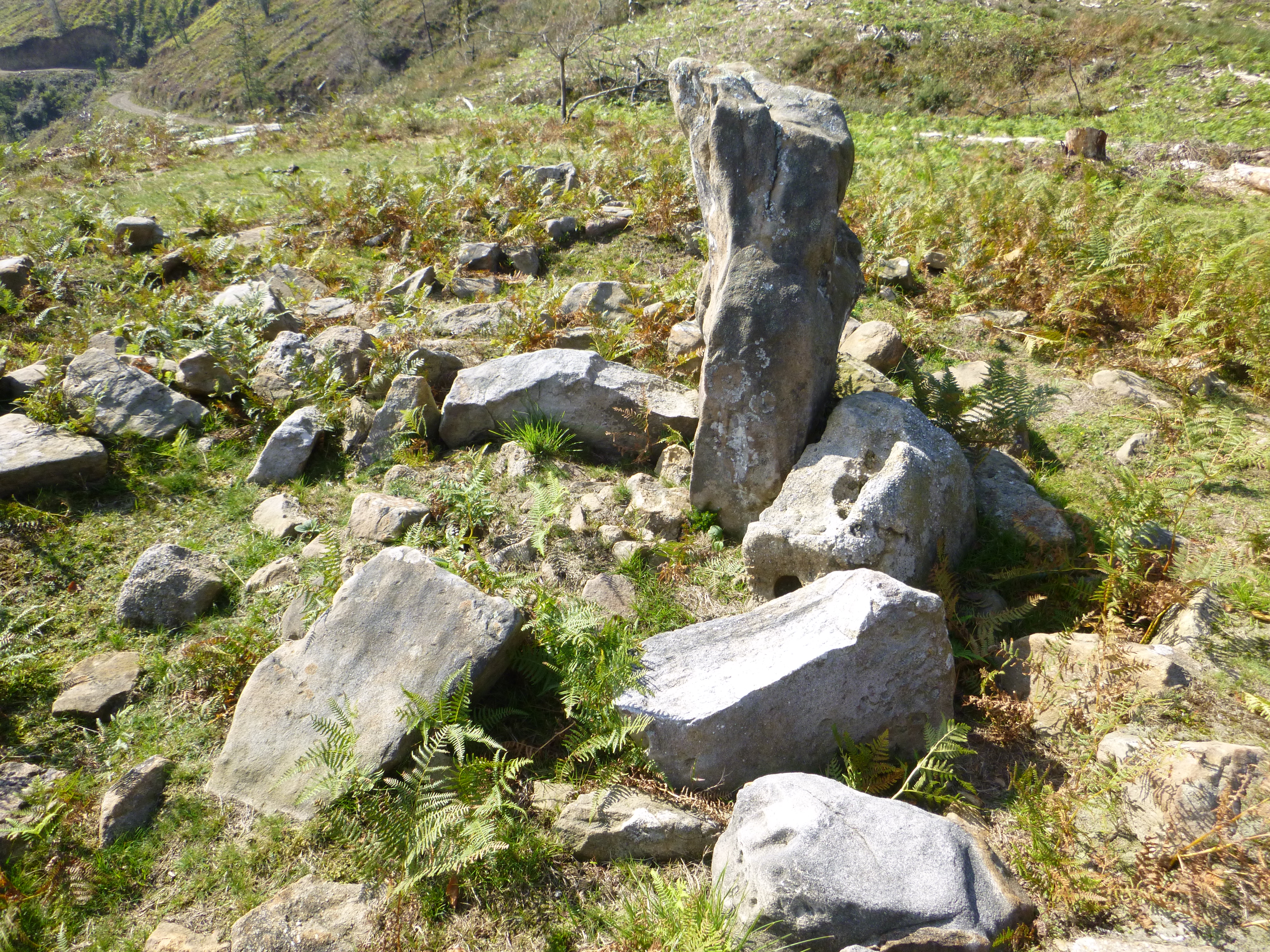
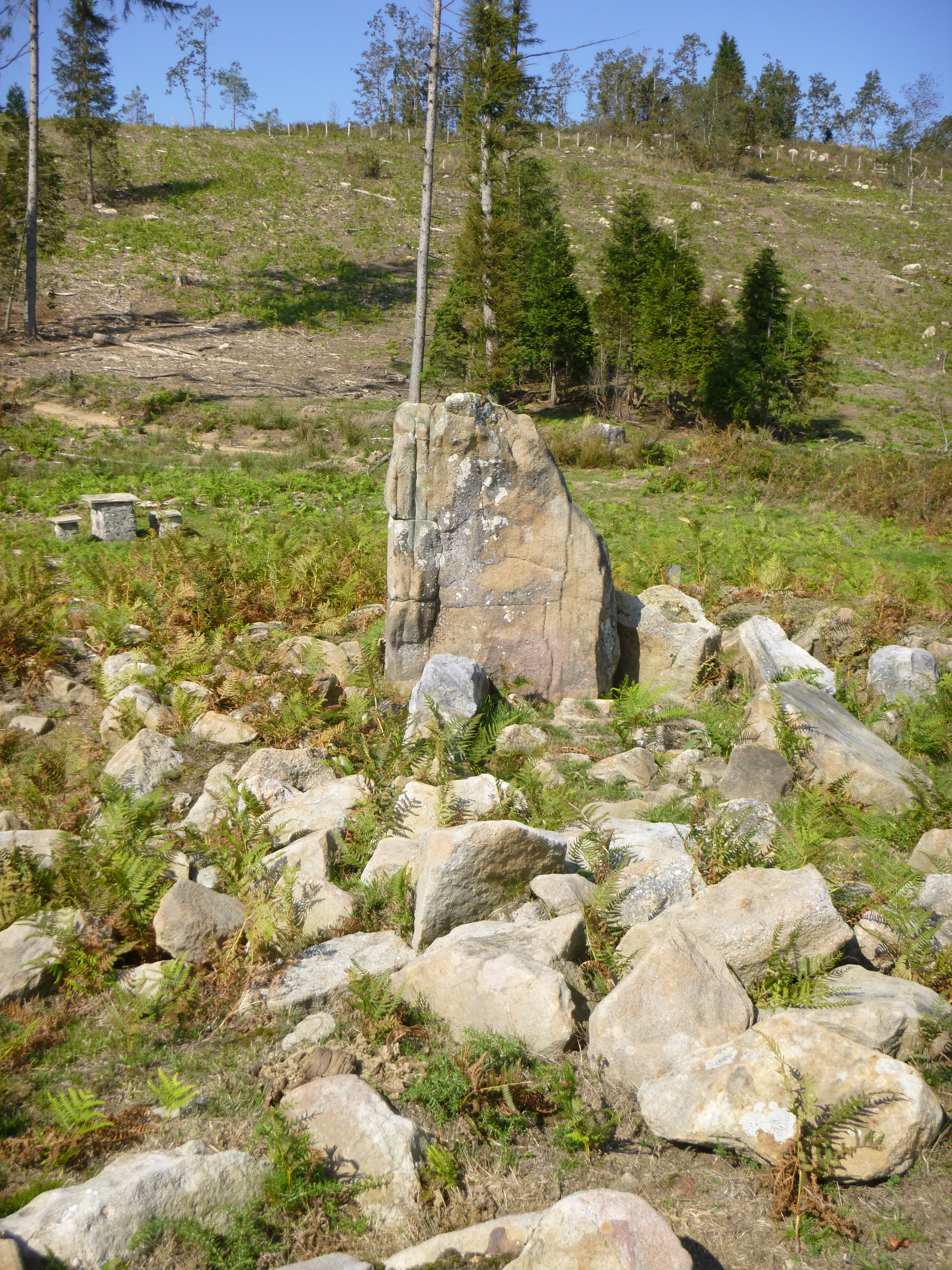
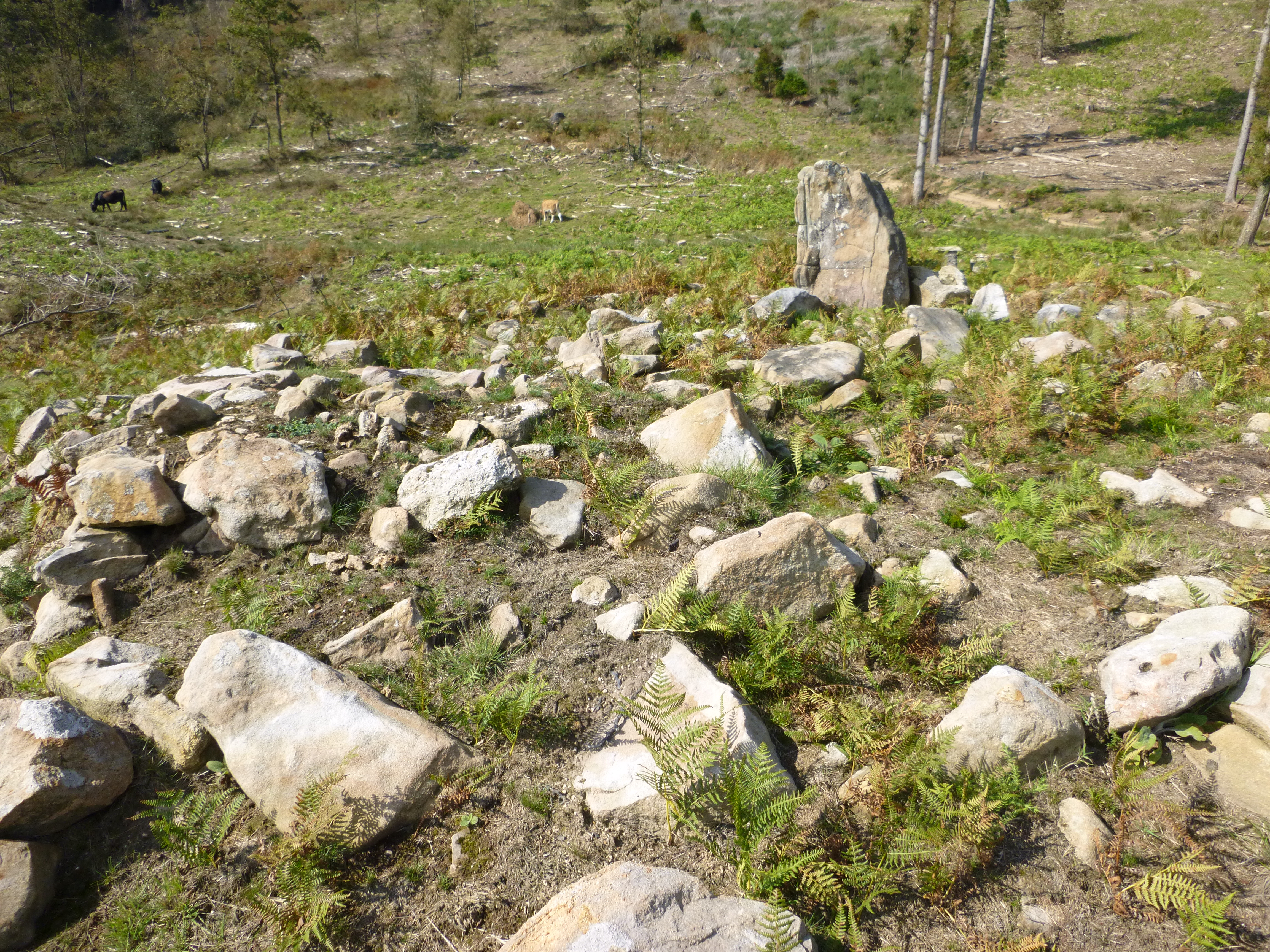

Dolmen II von Andatza
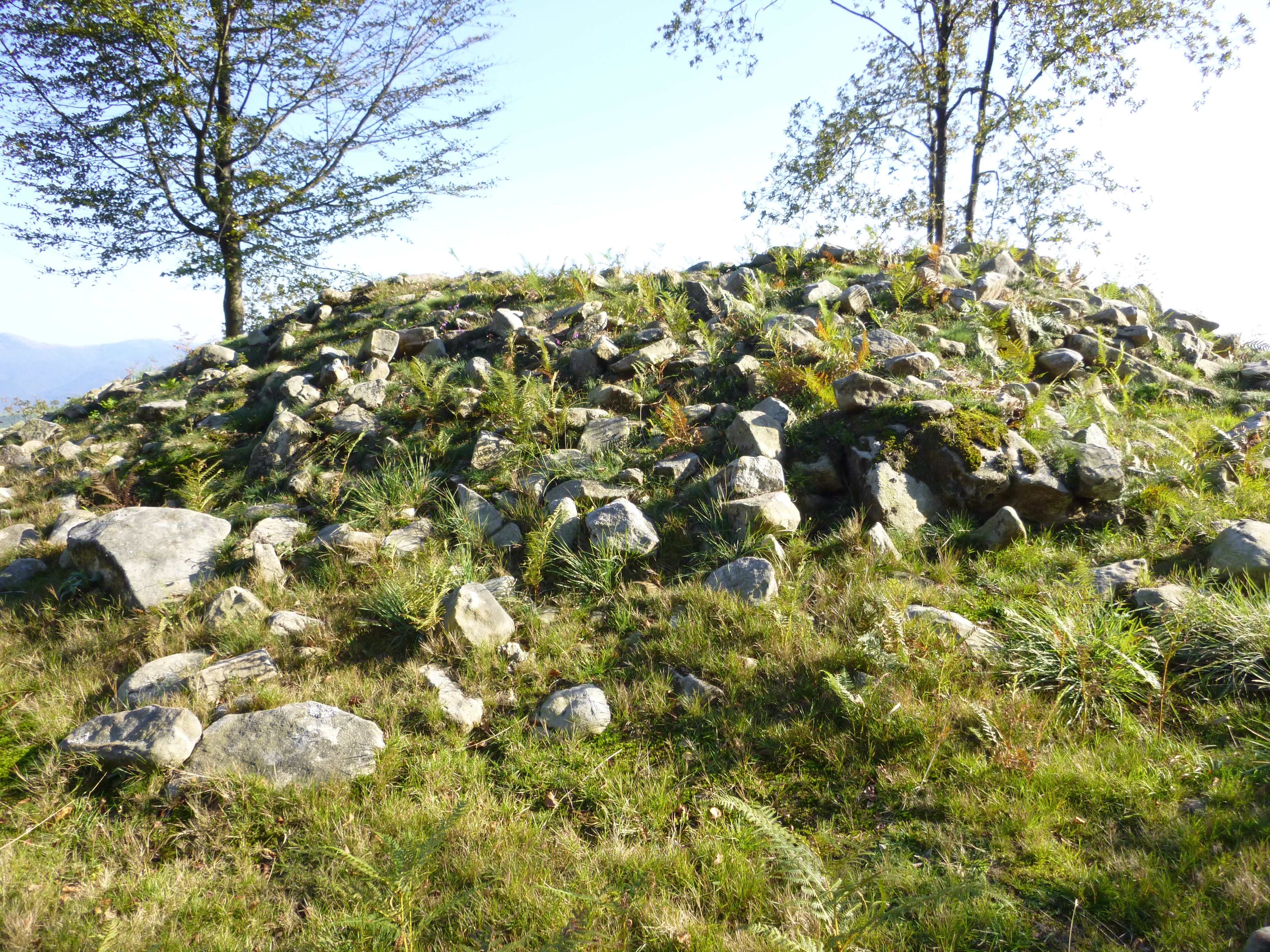
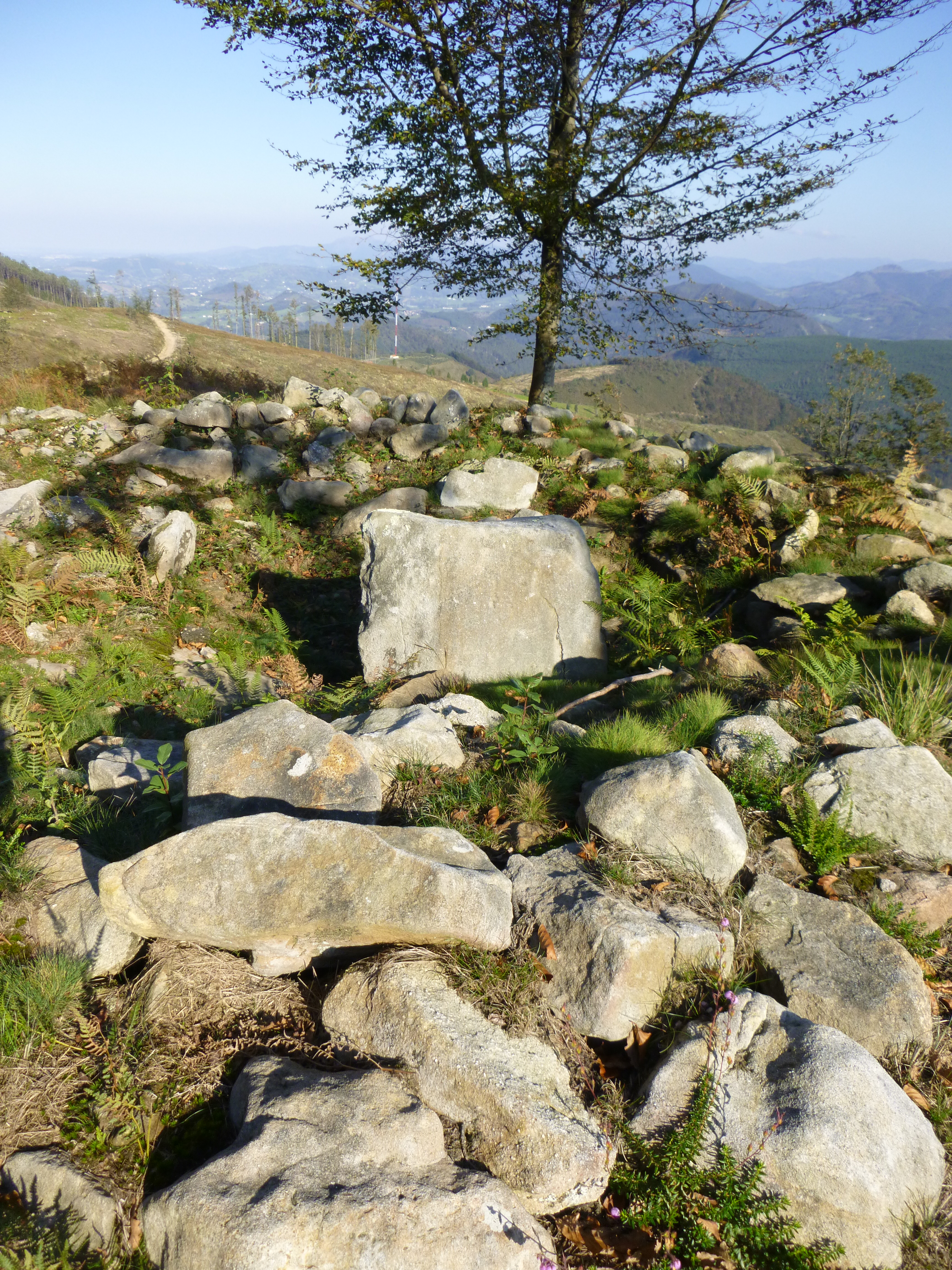
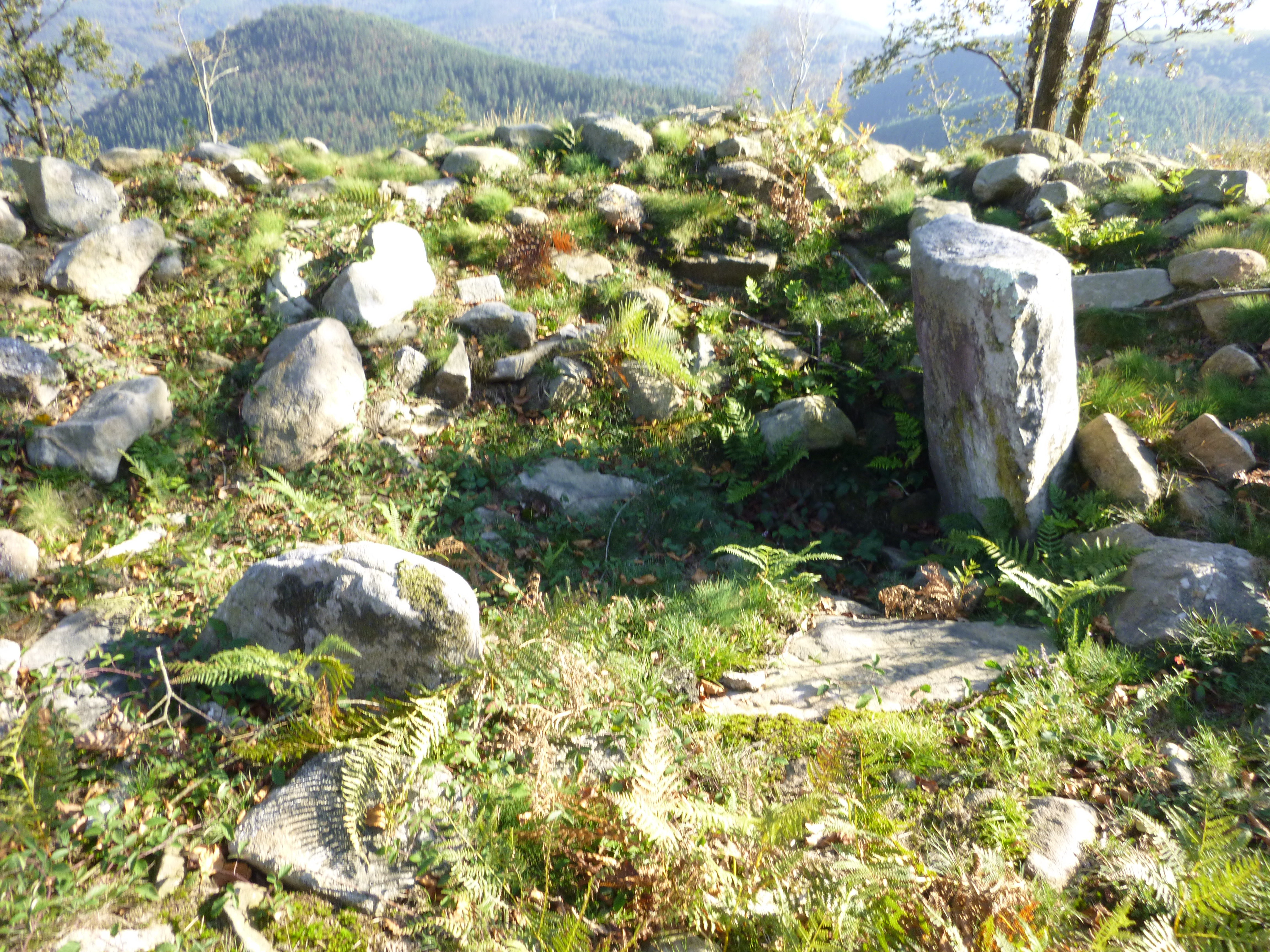

Steinkiste von Andatza und Belkoain Dolmen
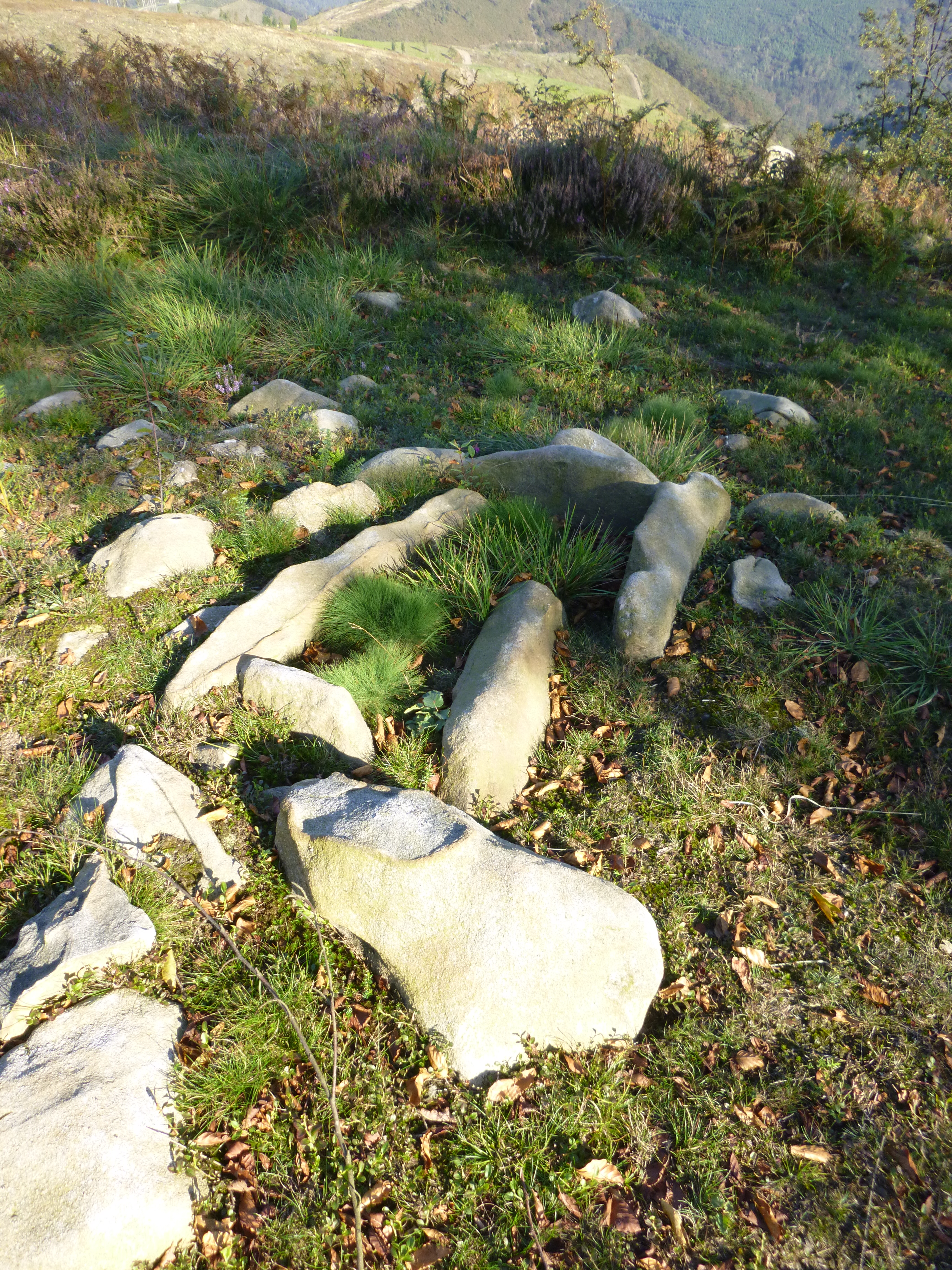
Steinkiste
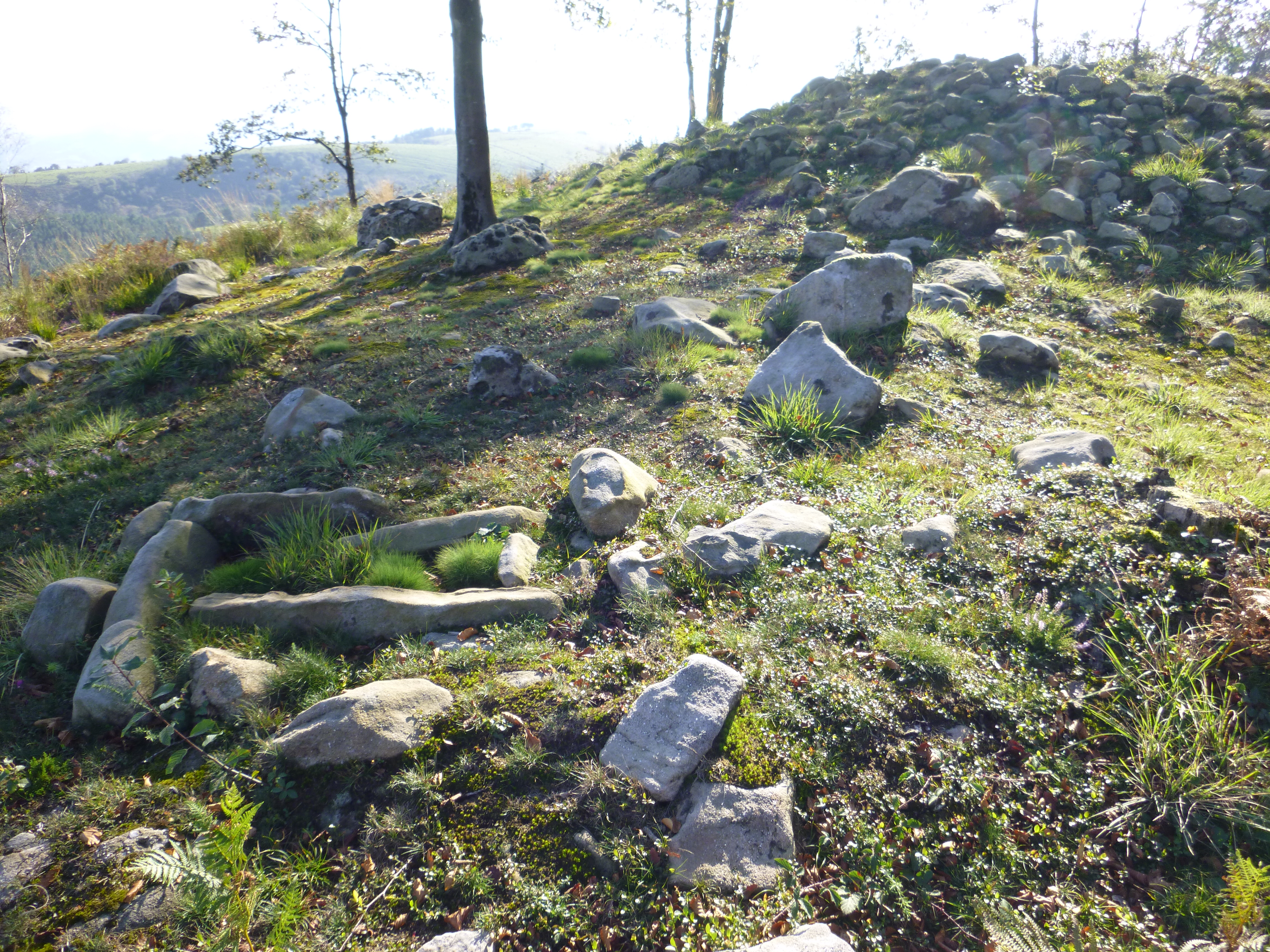
Steinkiste
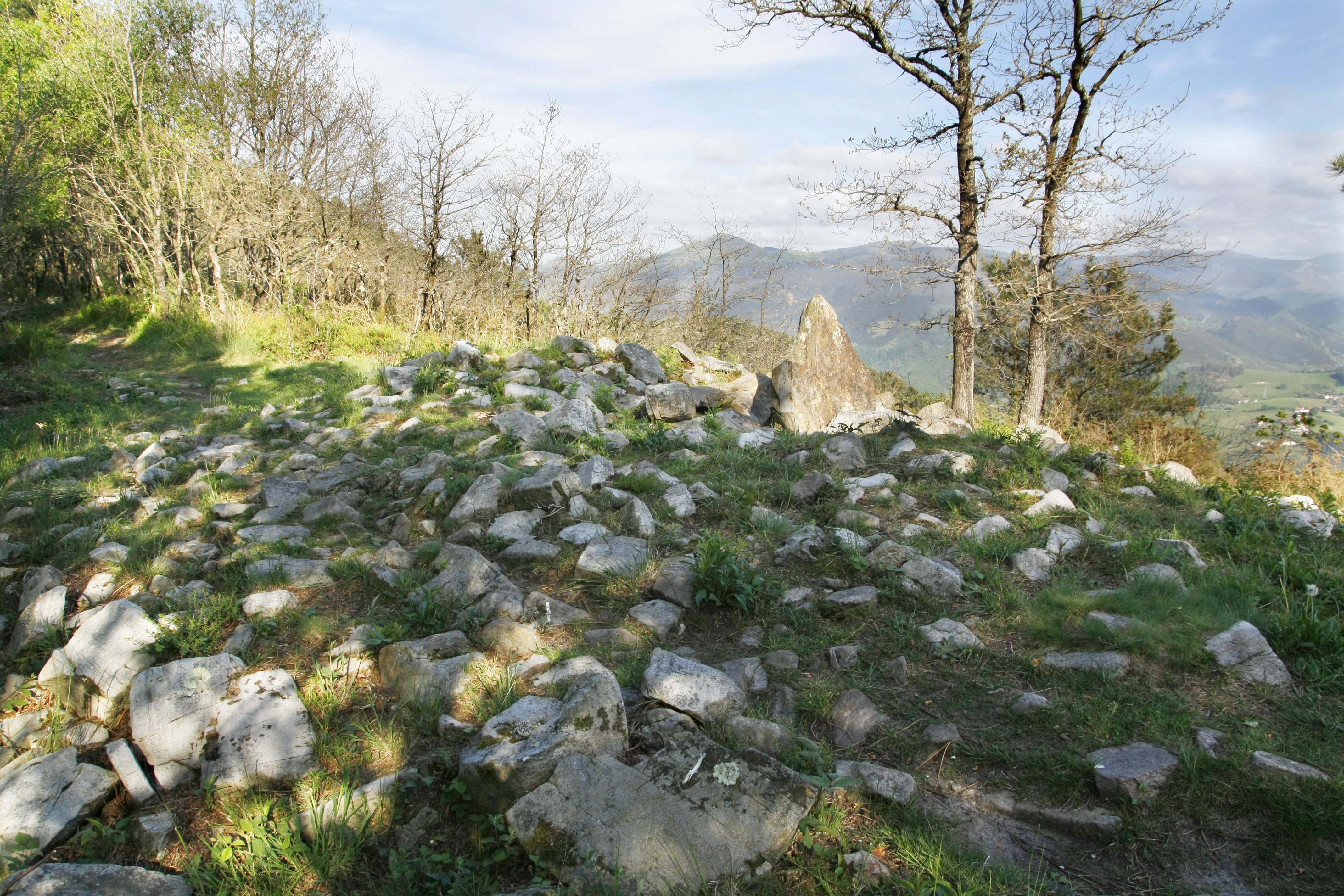
Belkoain Dolmen